# テレビ傍聴席
テレビ傍聴席（テレビぼうちょうせき）は、千葉テレビ放送（チバテレ）で放送されている千葉県議会中継である。

## 概要
千葉県議会（本会議、各委員会審議）開催日のみ放送される報道特別番組である。関東の他の独立局では、県議会中継が放送されない局もあるが、チバテレでは基本的に本会議開催時には放送し、委員会開催時でも重要な委員会であれば放送されている。
殆どの場合、放送時間は午前中であれば10:00 - 12:00の間で設定され、午後であれば13:00 - 17:00の間に放送される。通常放送される番組は、後述のとおり時間帯変更や中止で対応している。また、毎年7月の高校野球県予選期間中は、2回戦から決勝が行われる日まで当該時間帯に野球中継が入るが、当番組が優先される。
なお、議会中に休憩が入る場合等は一時的にクラシック音楽にライブカメラの映像または『ちば美彩』が挿入される。主に過去に放送された『ちば美彩』からいくつかの風景が放送され、議事再開次第『ちば美彩』は終了する（時間枠が決まっている『Natural Beauty』や『ちば美彩2』が放送されることはない）。但し、議事の進行によりどの時間に挿入されるかは分からないので、番組表には記載されない。議会が早く終了した場合は，千葉県の紹介映像やライブカメラ映像が決められた時間まで穴埋めとして放送される。

## 通常番組への影響
前述のとおり、放送日は通常放送している番組に影響が出る。但し、議事が長引いても17:00以降に放送を延長する措置は行わないため、17時台のキッズアニメ再放送枠には影響しない。
基本的には放送中止で対応し、他局番組のネットも中止される。自社制作の演歌番組や、『いい伊豆みつけた』（伊豆急ケーブルネットワーク）等であれば、別時間に振り替えなどの措置がとられる。議会の昼休み中なので影響がない時間である平日12:00についても、首都圏トライアングル同時ネットで放送するテレビ神奈川制作番組を放送中止し、この枠で本来午前中に放送される演歌番組を放送することがある。